# دينارية
الدِيْنَارِيَّة (الاسم العلمي: Clypeola) جنس نباتات عشبية من الفصيلة الصليبية. تنمو معظم أنواعها في بعض مناطق الوطن العربي وحوض البحر الأبيض المتوسط وبعض مناطق أوروبا والشرق الأدنى.

## من أنواعهاالواطنةفيالوطن العربي
- دينارية جونثلاسبي (باللاتينية: Clypeola jonthlaspi) في بلاد الشام ومصر والمغرب العربي وتركيا والقوقاز وحوض المتوسط
- الدينارية خشنة الساق (باللاتينية: Clypeola aspera) في بلاد الشام وتركيا
- الدينارية العقدية (باللاتينية: Clypeola lappacea) في بلاد الشام

## الأنواع
- C. alyssoides
- C. campestris
- C. cyclodontea
- C. dichotoma
- C. echinata
- دينارية أنيقة
- C. eriocarpa
- C. lasiocarpa
- C. mexicana
- C. microcarpa
- C. minor
- C. raddeana